# Ramona Krönke

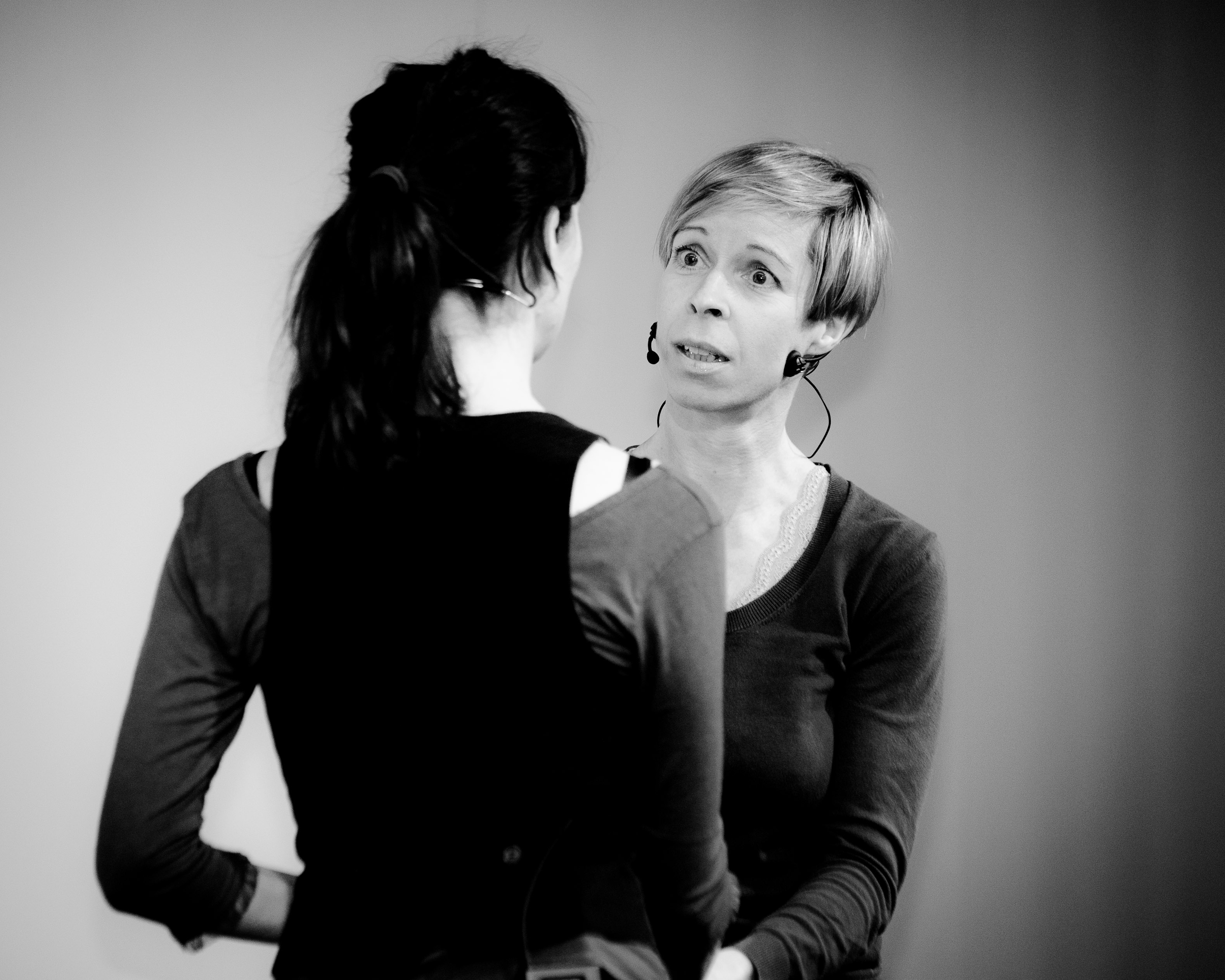
Ramona Krönke (hinten) bei einem Auftritt von Die Gorillas, 2013

Ramona Krönke (* 1969) ist eine deutsche Schauspielerin.

## Leben
Ramona Krönke studierte 1995 bis 1997 an der Universität der Künste Berlin. 1997 war sie Mitbegründerin der Berliner Improvisationstheater-Truppe Die Gorillas. Ab 1998 sprach sie bei der interaktiven rbb-Serie Der Ohrenzeuge und ab 2000 Bei Anruf Soap für Deutschlandradio. Seit 2005 spielt sie die Solo-Comedy-Show Cavewoman auf Tournee. 2017 spielte sie in der KiKa-Serie Beutolomäus und der wahre Weihnachtsmann als Elfe „Rosalie“ mit.

## Filmografie (Auswahl)
- 2008: Hilfe, meine Schwester kommt!
- 2017: Beutolomäus und der wahre Weihnachtsmann (Fernsehserie)
- 2021: Beutolomäus und die vierte Elfe
- 2024: Ich hab den Weihnachtsmann geküsst (Fernsehfilm)
- 2025: SOKO Wismar (Fernsehserie, Folge: Die neun Gehirne des Oktopus)